# Paolo Lorenzi
Paolo Lorenzi (* 15. prosince 1981 Řím) je italský profesionální tenista. Ve své dosavadní kariéře na okruhu ATP Tour vyhrál jeden singlový a jeden deblový turnaj. Na challengerech ATP a okruhu ITF získal do září 2019 dvacet osm titulů ve dvouhře a osm ve čtyřhře.
Na žebříčku ATP byl nejvýše ve dvouhře klasifikován v lednu 2017 na 33. místě a ve čtyřhře pak v lednu 2018 roku na 82. místě. Trénují ho Walter Grinovero a Martin Rodriguez. Dříve tuto roli plnil Claudio Galoppini.
V italském daviscupovém týmu debutoval v roce 2010 čtvrtfinálem 1. skupiny zóny Evropy a Afriky proti Nizozemsku, v němž vyhrál dvouhru nad Igorem Sijslingem. Italové zvítězili 4:1 na zápasy. Do listopadu 2019 v soutěži nastoupil k sedmi mezistátním utkáním s bilancí 5–4 ve dvouhře a 0–1 ve čtyřhře.
Itálii reprezentoval na Letních olympijských hrách 2016 v Riu de Janeiru. V mužské dvouhře jej ve druhém kole vyřadil desátý nasazený Španěl Roberto Bautista Agut.

## Tenisová kariéra
Na grandslamu nezvládl dvacet třikrát kvalifikaci, než v roce 2014 postoupil do hlavní soutěže French Open. Před prvním vítězným utkáním dvouhry, na US Open 2014 proti Jošihitu Nišiokovi, prohrál třináctkrát v úvodním kole grandslamu. Do třetího kola premiérově prošel na US Open 2016 po pětisetové bitvě s Gillesem Simonem, trvající 4.54 hodiny. Ve třiceti pěti letech se pak na US Open 2017 stal nejstarším hráčem otevřené éry, který si poprvé zahrál grandslamové osmifinále. V téže sezóně poprvé, a na sedmý pokus, postoupil z úvodního kola na French Open a ve Wimbledonu. V roce 2017 odehrál z hráčů Top 100 nejvyšší počet 34 turnajů, včetně challengerů, se šňůrou osmi porážek v závěru sezóny.
Debutovou trofej na okruhu ATP Tour si odvezl ze čtyřhry únorového VTR Open 2013 ve Viña del Mar. Po boku krajana Potita Staraceho v boji o titul přehráli argentinsko-španělský pár Juan Mónaco a Rafael Nadal. Do premiérového finále dvouhry postoupil ve třicet dvou letech na březnovém Brasil Open 2014 v São Paulu, v němž podlehl Argentinci Federicu Delbonisovi. V singlové soutěži triumfoval na červencovém Generali Open Kitzbühel 2016. Ve finálovém duelu zdolal Gruzínce Nikoloze Basilašviliho. Ve věku 34 let a 7 měsíců se stal nejstarším vítězem prvního turnaje na okruhu ATP, čímž překonal věkový rekord Víctora Estrelly z února 2015 a jeho triumfu v Quitu. V srpnu 2016 se stal poprvé italskou jedničkou, když v této pozici vystřídal Fabia Fogniniho.
Po čtvrtfinálové výhře nad Matthewem Ebdenem na Eskişehir Cupu 2015, se 22. května 2015 stal třetím tenistou s více než 300 vítěznými zápasy na ATP Challenger Tour. Postup z druhého kola srpnového Internazionali di Tennis di Manerbio 2019, z něj učinil druhého hráče historie, který na challengerech vyhrál 400 zápasů (po 423 vítězstvích Hidalga Ramiréze).

## Finále na okruhu ATP Tour
| Legenda                     |
| D – dvouhra; Č – čtyřhra    |
| Grand Slam (0)              |
| Turnaj mistrů (0)           |
| ATP Tour Masters 1000 (0)   |
| ATP Tour 500 (0)            |
| ATP Tour 250 (1–3 D; 1–2 Č) |

### Dvouhra: 4 (1–3)
| Stav      | č. | datum             | turnaj              | povrch     | soupeř ve finále       | výsledek                |
| --------- | -- | ----------------- | ------------------- | ---------- | ---------------------- | ----------------------- |
| Finalista | 1. | 2. března 2014    | São Paulo, Brazílie | antuka (h) | Federico Delbonis      | 6–4, 3–6, 4–6           |
| Vítěz     | 1. | 24. července 2016 | Kitzbühel, Rakousko | antuka     | Nikoloz Basilašvili    | 6–3, 6–4                |
| Finalista | 2. | 12. února 2017    | Quito, Ekvádor      | antuka     | Víctor Estrella Burgos | 7–6(7–2), 5–7, 6–7(6–8) |
| Finalista | 3. | 23. července 2017 | Umag, Chorvatsko    | antuka     | Andrej Rubljov         | 4–6, 2–6                |

### Čtyřhra: 3 (1–2)
| Stav      | č. | datum          | turnaj                  | povrch     | spoluhráč         | soupeři ve finále                 | výsledek |
| --------- | -- | -------------- | ----------------------- | ---------- | ----------------- | --------------------------------- | -------- |
| Vítěz     | 1. | 10. února 2013 | Viña del Mar, Chile     | antuka     | Potito Starace    | Juan Mónaco Rafael Nadal          | 6–2, 6–4 |
| Finalista | 1. | 15. února 2015 | São Paulo Brazílie      | antuka (h) | Diego Schwartzman | Juan Sebastián Cabal Robert Farah | 4–6, 2–6 |
| Finalista | 2. | 14. února 2016 | Buenos Aires, Argentina | antuka     | Iñigo Cervantes   | Juan Sebastián Cabal Robert Farah | 3–6, 0–6 |

## Finále na challengerech ATP a okruhu ITF
| Legenda                      |
| ---------------------------- |
| Challengery (21–15 D; 7–3 Č) |
| Futures (6–1 D; 2–1 Č)       |

### Dvouhra: 43 (27–16)
| Stav      | č.  | datum              | turnaj                     | povrch    | soupeř ve finále         | výsledek                |
| --------- | --- | ------------------ | -------------------------- | --------- | ------------------------ | ----------------------- |
| Finalista | 1.  | 23. září 2002      | Selargius, Itálie          | antuka    | Rodolphe Cadart          | 0–6, 3–6                |
| Vítěz     | 1.  | 6. července 2003   | Arezzo, Itálie             | antuka    | Gianluca Luppi           | 6–2, 6–7(7-5), 6–2      |
| Vítěz     | 2.  | 20. července 2003  | Arezzo, Itálie             | antuka    | Bastian Grönefeld        | 6–3, 6–2                |
| Vítěz     | 3.  | 11. srpna 2003     | Našice, Chorvatsko         | antuka    | Sebő Kiss                | 4–6, 6–0, 6–0           |
| Vítěz     | 4.  | 25. března 2005    | Frankston, Austrálie       | antuka    | Vasilis Mazarakis        | 6–4, 7–6(7–4)           |
| Finalista | 2.  | 10. dubna 2006     | San Luis Potosí, Mexiko    | antuka    | Rainer Eitzinger         | 4–6, 7–6(7–5), 5–7      |
| Vítěz     | 5.  | 18. září 2006      | Tarragona, Španělsko       | antuka    | Júnis Al Ajnáví          | 6–4, 7–6(7–4)           |
| Vítěz     | 6.  | 18. února 2008     | Trento, Itálie             | tvrdý (h) | Philipp Oswald           | 7–6(9–7), 7–6(9–7)      |
| Vítěz     | 7.  | 26. května 2008    | Alessandria, Itálie        | antuka    | Simone Vagnozzi          | 4–6, 7–6(7–5), 7–6(7–4) |
| Vítěz     | 8.  | 2. února 2009      | Abidžan, Pobřeží slonoviny | tvrdý     | Valentin Sanon           | 6–3, 6–4                |
| Finalista | 3.  | 6. dubna 2009      | San Luis Potosí, Mexiko    | antuka    | Santiago Giraldo         | 2–6, 7–6(7–3), 2–6      |
| Finalista | 4.  | 27. dubna 2009     | Tenerife, Španělsko        | tvrdý     | Marco Chiudinelli        | 3–6, 4–6                |
| Vítěz     | 9.  | 22. června 2009    | Reggio Emilia, Itálie      | antuka    | Jean-René Lisnard        | 7–5, 1–6, 6–2           |
| Vítěz     | 10. | 29. června 2009    | Rijeka, Chorvatsko         | antuka    | Blaž Kavčič              | 6–3, 7–6(7–2)           |
| Vítěz     | 11. | 21. září 2009      | Lublaň, Slovinsko          | antuka    | Grega Žemlja             | 1–6, 7–6(7–4), 6–2      |
| Finalista | 5.  | 5. října 2009      | Tarragona, Španělsko       | antuka    | Daniel Gimeno-Traver     | 4–6, 0–6                |
| Finalista | 6.  | 18. dubna 2010     | Pereira, Kolumbie          | tvrdý     | Santiago Giraldo         | 3–6, 3–6                |
| Vítěz     | 12. | 12. července 2010  | Rimini, Itálie             | antuka    | Federico del Bonis       | 6–2, 6–0                |
| Vítěz     | 13. | 10. dubna 2011     | Pereira, Kolumbie          | antuka    | Rogério Dutra da Silva   | 7–5, 6–2                |
| Vítěz     | 14. | 25. září 2011      | Lublaň, Slovinsko          | antuka    | Grega Žemlja             | 6–2, 6–4                |
| Finalista | 7.  | 3. března 2012     | Salinas, Ekvádor           | antuka    | Guido Pella              | 6–1, 5–7, 3–6           |
| Finalista | 8.  | 18. března 2012    | Guadalajara, Mexiko        | tvrdý     | Thiago Alves             | 3–6, 6–7(4–7)           |
| Finalista | 9.  | 7. dubna 2012      | San Luis Potosí, Mexiko    | antuka    | Rubén Ramírez Hidalgo    | 6–3, 3–6, 4–6           |
| Finalista | 10. | 22. dubna 2012     | Sarasota, Spojené státy    | antuka    | Sam Querrey              | 1–6, 7–6(7–3), 3–6      |
| Vítěz     | 15. | 12. srpna 2012     | Cordenons, Itálie          | antuka    | Daniel Gimeno-Traver     | 7–6(7–5), 6–3           |
| Finalista | 11. | 16. září 2012      | Todi, Itálie               | antuka    | Andrej Kuzněcov          | 3–6, 0–2skreč           |
| Vítěz     | 16. | 4. listopadu 2012  | Medellín, Kolumbie         | antuka    | Leonardo Mayer           | 7–6(7–5), 6–7(4–7), 6–4 |
| Finalista | 12. | 10. listopadu 2012 | Guayaquil, Ekvádor         | antuka    | Leonardo Mayer           | 2–6, 4–6                |
| Finalista | 13. | 26. ledna 2014     | Bucaramanga, Kolumbie      | antuka    | Alejandro Falla          | 5–7, 1–6                |
| Vítěz     | 17. | 19. dubna 2014     | San Luis Potosí, Mexiko    | antuka    | Adrián Menéndez-Maceiras | 6–1, 6–3                |
| Vítěz     | 18. | 5. října 2014      | Cali, Kolumbie             | antuka    | Víctor Estrella Burgos   | 4–6, 6–3, 6–3           |
| Finalista | 14. | 15. listopadu 2014 | Guayaquil, Ekvádor         | antuka    | Pablo Cuevas             | bez boje                |
| Vítěz     | 19. | 10. května 2015    | Eskişehir, Turecko         | tvrdý     | Iñigo Cervantes          | 7–6(7–4), 7–6(7–5)      |
| Vítěz     | 20. | 9. srpna 2015      | Cortina d'Ampezzo, Itálie  | antuka    | Máximo González          | 6–3, 7–5                |
| Vítěz     | 21. | 4. října 2015      | Pereira, Kolumbie          | antuka    | Alejandro González       | 4–6, 6–2, 6–4           |
| Vítěz     | 22. | 10. října 2015     | Medellin, Kolumbie         | antuka    | Gonzalo Lama             | 7–6(7–3), 2–0skreč      |
| Vítěz     | 23. | 16. ledna 2016     | Canberra, Austrálie        | tvrdý     | Ivan Dodig               | 6–2, 6–4                |
| Vítěz     | 24. | 12. června 2016    | Caltanissetta, Itálie      | antuka    | Matteo Donati            | 6–3, 4–6, 7–6(9–7)      |
| Vítěz     | 25. | 19. června 2017    | Caltanissetta, Itálie      | antuka    | Alessandro Giannessi     | 6–4, 6–2                |
| Vítěz     | 26. | 5. srpna 2018      | Sopoty, Polsko             | antuka    | Daniel Gimeno-Traver     | 7–6(7–2), 6–7(5–7), 6–3 |
| Vítěz     | 27. | 19. srpna 2018     | Cordenons, Itálie          | antuka    | Máté Valkusz             | 6–3, 3–6, 6-4           |
| Finalista | 15. | 5. května 2019     | Savannah, Spojené státy    | antuka    | Federico Coria           | 3–6, 6–4, 2–6           |
| Finalista | 16. | 11. srpna 2019     | Manerbio, Itálie           | antuka    | Federico Gaio            | 3–6, 1–6                |

### Čtyřhra: 13 (9–4)
| Stav      | č. | datum             | turnaj                           | povrch    | spoluhráč               | soupeři ve finále                | výsledek              |
| --------- | -- | ----------------- | -------------------------------- | --------- | ----------------------- | -------------------------------- | --------------------- |
| Finalista | 1. | 14. ledna 2008    | Šen-čen, ČLR                     | tvrdý     | Giancarlo Petrazzuolo   | Yu Xin-yuan Zeng Shao-xuan       | 6–7(1–7), 6–7(3–7)    |
| Vítěz     | 1. | 21. ledna 2008    | Tung-kuan, ČLR                   | tvrdy     | Giancarlo Petrazzuolo   | Frederik Nielsen Rasmus Norby    | 6–4, 7–6(7–1)         |
| Vítěz     | 2. | 18. února 2008    | Trento, Itálie                   | tvrdý (h) | Giancarlo Petrazzuolo   | Xavier Audouy Ludovic Walter     | 6–3, 4–6, [10–8]      |
| Finalista | 2. | 28. dubna 2008    | Řím, Itálie                      | antuka    | Giancarlo Petrazzuolo   | Flavio Cipolla Simone Vagnozzi   | 3–6, 3–6              |
| Vítěz     | 3. | 7. července 2008  | San Benedetto del Tronto, Itálie | antuka    | Júlio Silva             | Cătălin Gârd Max Raditschnigg    | 6–3, 7–5              |
| Vítěz     | 4. | 27. července 2009 | Orbetello, Itálie                | antuka    | Giancarlo Petrazzuolo   | Alessio di Mauro Manuel Jorquera | 7–6(7–5), 3–6, [10–6] |
| Vítěz     | 5. | 17. října 2010    | Asunción, Paraguay               | antuka    | Fabio Fognini           | Carlos Berlocq Brian Dabul       | 6–3, 6–4              |
| Vítěz     | 6. | 3. dubna 2011     | Barranquilla, Kolumbie           | tvrdý     | Flavio Cipolla          | Alejandro Falla Eduardo Struvay  | 6–3, 6–4              |
| Vítěz     | 7. | 5. června 2011    | Rijeka, Chorvatsko               | antuka    | Júlio Silva             | Lovro Zovko Dino Marcan          | 6–3, 6–2              |
| Finalista | 3. | 29. ledna 2012    | Bucaramanga, Kolumbie            | antuka    | Miguel Ángel López Jaén | Ariel Behar Horacio Zeballos     | 4–6, 6–7(5–7)         |
| Vítěz     | 8. | 9. srpna 2015     | Cortina d'Ampezzo, Itálie        | antuka    | Matteo Viola            | Lee Hsin-han Alessandro Motti    | 6–7(5–7), 6–4, [10–3] |
| Finalista | 4. | 31. října 2015    | Monterrey, Mexiko                | tvrdý     | Fernando Romboli        | Thiemo de Bakker Mark Vervoort   | bez boje              |
| Vítěz     | 9. | 21. srpna 2019    | Sarasota, Spojené státy          | antuka    | Martín Cuevas           | Luke Bambridge Jonny O'Mara      | 7–6(7–5), 7–6(7–6)    |